# Otto Moberg
Otto Wilhelm Moberg, född 23 oktober 1880 i Bällefors, död 1 september 1961 i Norrköping, var en svensk ingenjör och byggnadskonstruktör.
Otto Moberg var son till Carl D Moberg och växte upp i Norrköping. Han utbildade sig till ingenjör vid Tekniska högskolan i Karlsruhe i Tyskland. Han gifte sig 1909 med Frida Östergren och paret flyttade därefter till USA. 
Han lärde sig i USA att använda stålstommar som konstruktiva element i husbyggnad, vilket var början till höghusbyggande. Han var sedan verksam i Vancouver i Kanada före första världskriget och gjorde där ritningar till bland annat det 1912 färdigställda Connaught Hotel och paviljongen i rekreationsområdet Stanley Park. Paret Moberg bosatte sig åter i Norrköping i oktober 1919.
Han och hans fru stod som byggherrar bakom uppförandet av Centric-huset vid Gamla Rådstugugatan i Norrköping, vilket var det första funkishuset i staden och konstruktionsmässigt baserade sig på Mobergs erfarenheter av hus utan bärande väggar från USA. Han stod för konstruktionsritningarna och arkitekten Sten Wennerström ritade fasaderna. Ansökan om bygglov inlämnades i augusti 1921. Centric-huset började uppföras först 1929 och stod färdigt 1931.